# Sapindolike
Sapindolike ili Sapindales je red cvetajućih biljki. Dobro poznati članovi sapindolikih su citrus; javori, konjski kesteni, azijske trešnje i rambutani; mango i indijski orasi; tamjan i smirna; mahagoni i nim.

## Klasifikacija
APG  sistem iz 2009. godine uključuje ovaj red u kladu malvida (u rozidima, u eudikotama) sa sledećih devet familija:
- (uklučujući Peganaceae i Tetradiclidaceae)

APG  sistem iz 2003. godine je dozvoljavao opcionu segregaciju familija koje su sada uvrštene u Nitrariaceae.
U klasifikacionom sistemu Dahlgrena Rutaceae su stavljene u red Rutales, u nadredu Rutiflorae (koji se takođe naziva Rutanae). Kronkvistov sistem iz 1981. godine je koristio donekle drugačiji razmeštaj, uključujući sledeće familije:
Razlika u odnosu na APG III sistem nije toliko velika koliko se može na prvi pogled da izgleda, jer biljke iz porodica Aceraceae and Hippocastanaceae ostaju u ovov redu u APG III (obe su uključene u porodicu Sapindaceae). Vrste koje sada čine porodicu Nitrariaceae iz APG III takođe su pripadale ovom redu u Kronkvistovom sistemu kao deo porodice Zygophyllaceae, dok su one koje su sada u porodici Kirkiaceae bile prisutne kao deo porodice Simaroubaceae.

## Literatura
- Pell, Susan Katherine (maj 2004). Molecular systematics of the cashew family (Anacardiaceae) (PDF). Department of Biological Sciences, Louisiana State University. Архивирано из оригинала (PhD thesis) 21. 8. 2008. г.